# Konstantinos Tsiklitiras
Konstantin Tsiklitiras (Pilos, Grecia, 30 de octubre de 1888-10 de febrero de 1913) fue un atleta griego, especialista en la prueba de salto de longitud en parada en la que llegó a ser campeón olímpico en 1912.
Nacido en Pilos, se trasladó a Atenas para estudiar comercio y comenzó a practicar deportes. Fue jugador de waterpolo y fútbol (jugó en el Panathinaikos) para finalmente dedicarse al atletismo, especialmente en los saltos, donde fue campeón 19 veces.
Su carrera como atleta se vio interrumpido en 1913 cuando se unió al ejército griego para luchar en la guerra de los Balcanes y luchó en la batalla de Bizani. Sin embargo, contrajo meningitis en la batalla y murió a los 24 años.

## Carrera deportiva
En los JJ. OO. de Estocolmo 1912 ganó la medalla de bronce en el salto de altura en parada, saltando por encima de 1.55 metros, siendo superado por los estadounidenses Platt Adams (oro con 1.63 metros) y Benjamin Adams (plata con 1.60 metros). Y también ganó la medalla de oro en el salto de longitud en parada, llegando hasta los 3.37 metros, superando a los estadounidenses Platt y Benjamin Adams, 3.36 metros y 3.28 metros, respectivamente.